# هارمونی کورین
هارمونی کورین (انگلیسی: Harmony Korine؛ زادهٔ ۴ ژانویهٔ ۱۹۷۳) کارگردان فیلم و فیلم‌نامه‌نویس آمریکایی است. او بیشتر به خاطر نوشتن فیلم‌نامه بچه‌ها و نویسندگی و کارگردانی فیلم تعطیلات بهاری و جولین کله‌خر شناخته شده‌است.

## زندگی شخصی
کولین در بولیناس، کالیفرنیا به دنیا آمد و در نشویل، تنسی در یک خانواده یهودی ثروتمند بزرگ شد. پدر و مادر او ایو و سول کورین هستند. پدر او یک رقاصنده شیر بود و در دهه ۱۹۷۰ مستنداتی را دربارهٔ «رژه از شخصیت‌های رنگارنگ جنوبی» برای پی‌بی‌اس ساخت.